# Mediaevalia Philosophica Polonorum
Mediaevalia Philosophica Polonorum – polskie pismo naukowe poświęcone średniowiecznej filozofii.
Czasopismo ukazuje się od 1958. Od  2006 (t. XXXV (I)) wydawane jest jako rocznik. Pierwszymi kierownikami redakcji byli prof. Władysław Seńko oraz prof. Jerzy Korolec. Naukowcy publikujący w piśmie w sposób krytyczny omawiają średniowieczne teksty filozoficzne, teologiczne oraz historyczne. MPP przedstawia również aktualne informacje na temat najnowszych badań we współczesnej mediewistyce. Wydawcą jest Uniwersytet Łódzki, Instytut Filozofii i Socjologii PAN.

## Zespół redaktorski
- Redaktor naczelny:

Elżbieta Jung (Uniwersytet Łódzki)
- Zastępca naczelnego:

Tadeusz Gadacz (PAN)
- Asystenci:

Monika Michałowska, Robert Podkoński (Uniwersytet Łódzki)
- Stali współpracownicy:

Henryk Anzulewicz, Joel Biard, Charles Burnett, Małgorzata Frankowska-Terlecka, Georgi Kapriev, Agnieszka Kijewska, Theo Kobush, Zdzisław Kuksewicz, John E. Murdoch, John Marenbon, Mikołaj Olszewski, Johannes MMH Thijssen, Nani-chiarula Suarez, Chris Schabel, Władysław Seńko, Edyta D. Sylla oraz Zofia Włodek. 